# Pyare Mohan
A Pyare Mohan (hindi: प्यारे मोहन, urdu: پیارے موہن) egy 2006-os  bollywoodi film. A film főszereplői: Fardeen Khan, Vivek Oberoi, Amrita Rao, Esha Deol és Boman Iráni. A film az Aandipatti Arasampatti című tamil nyelvű film feldolgozása.

## Szereplők
- Fardeen Khan … Pyare
- Vivek Oberoi … Mohan
- Esha Deol … Preeti
- Amrita Rao … Priya
- Boman Iráni … Tony
- Firoze Irani … pap

## Külső hivatkozások
- Official website Archiválva 2006. november 30-i dátummal a Wayback Machine-ben